# Stâlpu (okręg Buzău)
Stâlpu – wieś w Rumunii, w okręgu Buzău, w gminie Stâlpu. W 2011 roku liczyła 3193 mieszkańców.